# Marielouise Jurreit
Marielouise Jurreit (früher: Marielouise Janssen-Jurreit, * 1. Februar 1941 in Dortmund) ist eine deutsche Journalistin und Schriftstellerin.

## Leben
Marielouise Jurreit arbeitete als Journalistin für den Spiegel, den Stern und Brigitte. Von 1994 bis 1998 war sie Geschäftsführerin eines Filmverleihs. Mit ihrem Buch Sexismus: über die Abtreibung der Frauenfrage aus dem Jahre 1976, das heute als grundlegendes Werk der Frauenbewegung gilt, führte sie den Begriff „Sexismus“ im deutschen Sprachraum ein. Sie gab weitere Sachbücher zur Frauenfrage heraus und veröffentlichte zwei Romane. 
Jurreit lebt heute in Berlin, zuletzt mit Hanns Eckelkamp.

## Werke

### Sachbücher
- Sexismus: über die Abtreibung der Frauenfrage, Fischer Verlag Frankfurt/Main 1976[2], Carl Hanser Verlag München 1978[3]
- (Hrsg. und Autorin) Frauenprogramm - gegen Diskriminierung: Gesetzgebung - Aktionspläne - Selbsthilfe, Rowohlt Taschenbuch Verlag, 1979[4]
- (Hrsg. und Autorin) Frauen und Sexualmoral, mit Beitrag von Anita Augspurg, Fischer Taschenbuch 1986

### Romane
- Das Verbrechen der Liebe in der Mitte Europas, Berlin 2000
- Der Antrag, Frankfurt am Main 2004

## Herausgeberschaft
- Frauenprogramm, Rowohlt Taschenbuch Verlag, Reinbek bei Hamburg 1979
- Lieben Sie Deutschland?, München [u. a.] 1985
- Frauen und Sexualmoral, Frankfurt am Main 1986